# Cyanoramphus malherbi
Cyanoramphus malherbi là một loài chim trong họ Psittacidae.